# Petroeuro
Petroeuro são divisas em euros na comercialização de petróleo, em oposição aos petrodólares. Foram factor responsável pela Guerra do Iraque, porquanto os iraquianos passaram a comercializar petróleo em euros.